# Nieuw-Amelisweerd

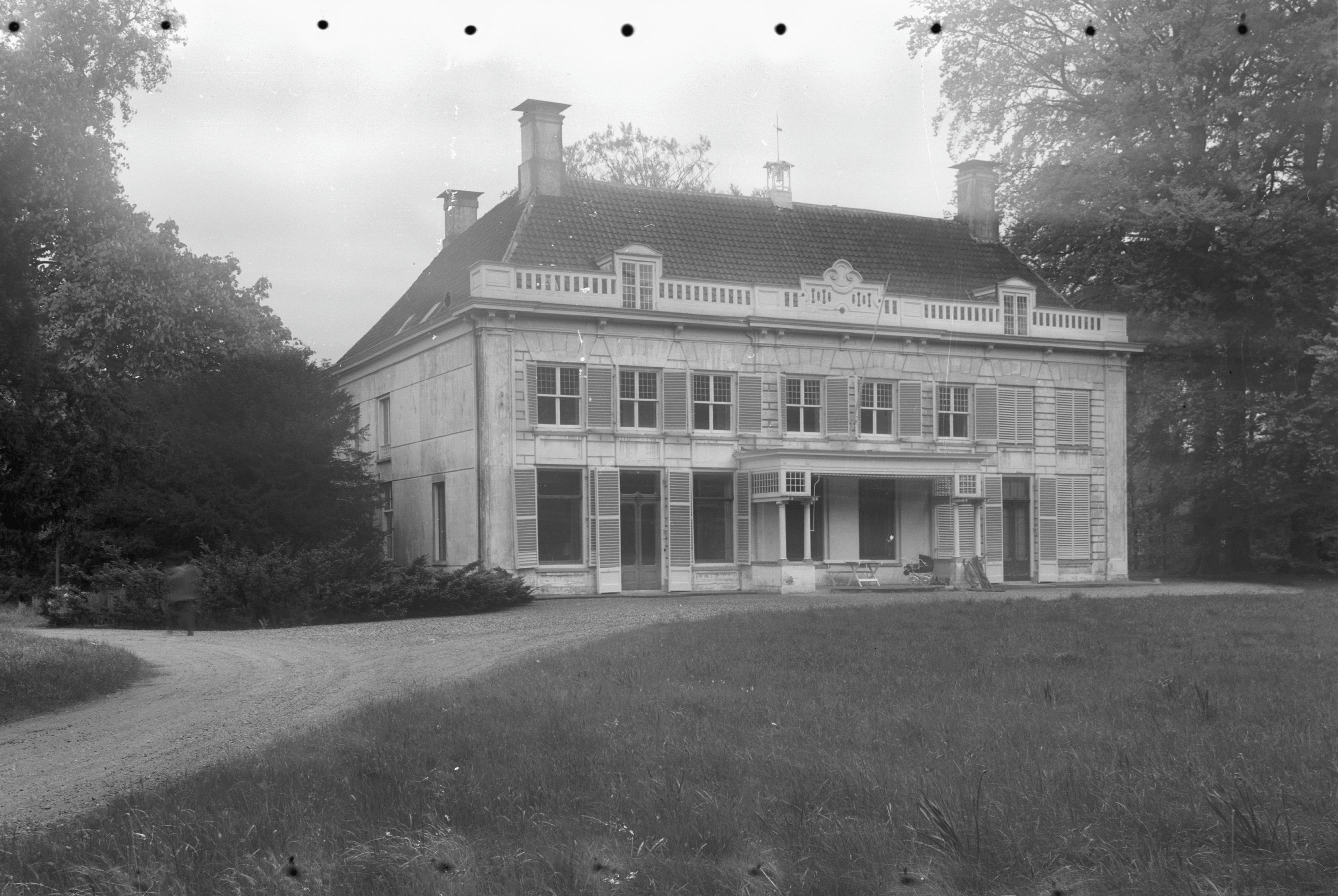
Nieuw-Amelisweerd in 1963.

Nieuw-Amelisweerd, vroeger Groenewoude (of Groenwolde), is een kasteel en ridderhofstad bij Bunnik in de Nederlandse provincie Utrecht. Het is gelegen in het huidige landgoed Amelisweerd.
In 1224 kreeg ridder Amelius uten Werde een waard in leen van het kapittel van Oudmunster en bouwde er een ridderhofstad. De naam Amelisweerd is een verbastering van Amelius' waard of Amelis-waard. Bij het overlijden van Amelius werd het landgoed door zijn zonen in drie delen opgesplitst. Twee delen vormen het huidige Oud-Amelisweerd, het derde deel het huidige Nieuw-Amelisweerd.
In het jaar 1350 volgt een eerste vermelding als ridderhofstad Groenewoude. Omstreeks 1389 wordt een Ernst van Groenewoude genoemd die dit gedeelte van de heerlijkheid met het daarop staande versterkte huis had geërfd.
Door vererving kwam het huis in het bezit van de familie van Leeuwenberg, onder wier bezit het goed in 1538 door de Staten van Utrecht als ridderhofstad werd bevestigd.
Tijdens het Rampjaar 1672 wordt het huis zwaar beschadigd.
Na meermalen van eigenaar te zijn veranderd komt het goed in 1682 in het bezit van Hendrik van Utenhove, die het middeleeuwse huis liet afbreken en het huidige landhuis bouwde.
In 1808 verkocht Maximiliaan Louis van Utenhove het goed aan Lodewijk Napoleon, tevens eigenaar van Oud-Amelisweerd. Lodewijk Napoleon wilde van Oud-Amelisweerd zijn residentie maken en op Nieuw-Amelisweerd zijn officieren huisvesten. Van dit alles kwam niet veel terecht en in 1810 verkocht hij het huis aan Jan Pieter van Wickevoort Crommelin, staatsraad en kanselier van het koninkrijk Holland. In 1811 verkocht deze het aan Paulus Wilhelmus Bosch van Drakesteyn, burgemeester van Utrecht. Diens erfgenamen verkochten het in 1964 aan de gemeente Utrecht.
Een groep krakers kraakte het landhuis Nieuw-Amelisweerd in 1971. In 1984 werd het huis op initiatief van de oorspronkelijke krakers gerestaureerd door architect dr. ir. E.J. Hoogenberk. Het huis wordt tegenwoordig nog bewoond en telt 17 appartementen.
Kasteel Ter Aa (Breukelen) ·
Aastein ·
Slot Abcoude ·
Amaliastein ·
Nieuw-Amelisweerd ·
Oud-Amelisweerd ·
Kasteel Amerongen ·
Kasteel Batestein (Harmelen) ·
Kasteel Batestein (Vianen) · 
De Beest ·
Bergestein ·
Beverweerd ·
Blasenburg ·
Blikkenburg ·
Blommesteyn ·
Bolenstein ·
Bolsweerd ·
Bottestein ·
Kasteel Broekhuizen ·
Bruinenburg ·
Huis Cammingha ·
Clarenborg ·
Coelhorst ·
De Batau ·
Dompselaer ·
Huis Doorn ·
Drakenburg (kasteel) ·
Drakensteyn ·
Kasteel Duurstede ·
Huis Ter Eem ·
Eijkelenburg ·
Emmickhuizen ·
Den Engh ·
Essenstein ·
Everstein (Everdingen) ·
Everstein (Jutphaas) ·
Den Eyck ·
Galesloot ·
Kasteel Geerestein ·
Gildenborgh ·
Kasteel Ten Goye ·
Grauwert ·
Grijpestein ·
Groenestein (Langbroek) ·
Kasteel Groeneveld (Baarn) ·
Groenewoude (Woudenberg) ·
Gunterstein ·
Kasteel de Haar ·
Kasteel Hagestein ·
Hamtoren ·
Kasteel Hardenbroek ·
Huis Harmelen ·
Ridderhofstad Heemstede ·
Kasteel Heemstede ·
Heimenberg ·
Heimerstein ·
Huis Herlaar ·
Ter Heul ·
Heulestein ·
Hindersteyn ·
Kasteel Ter Horst (Achterberg) ·
Isselt ·
Kasteel IJsselstein ·
Jagenstein ·
Kersbergen ·
Killestein ·
Kronenburg (kasteel) ·
Kasteel Levendaal ·
Lichtenberg (Woudenberg) ·
Lievendaal (Amerongen) ·
Landgoed Linschoten ·
Kasteel Linschoten ·
Lockhorst ·
Kasteel Loenersloot ·
Kasteel Lunenburg ·
Huis Maarsbergen ·
Marckenburg ·
Ter Meer ·
Ter Mey (Haarzuilens) ·
Huis te Mijdrecht ·
Huis te Mijnden ·
Kasteel Moersbergen ·
Kasteel Montfoort ·
Natewisch ·
Te Nesse ·
Kasteel Nijenrode ·
Nijenstein ·
Nijeveld ·
Noordwijk (Langbroek) ·
Huis te Oosterwijk ·
Oostwaard (Utrecht) ·
Op de Bol ·
Oud-Broekhuizen ·
Ridderhofstad Oudaan ·
Huis Oudegein ·
Oudenhorst ·
Plettenburg (kasteel) ·
Huis De Polle ·
Prattenburg ·
Kasteel Putkop ·
Randenbroek (park) ·
Remmerstein ·
Kasteel Renswoude ·
Rhijnauwen ·
Kasteel Rhijnestein ·
Huis Riebeek ·
Kasteel Rijnenburg ·
Rijnestein ·
Rijneveld ·
Kasteel Rijnhuizen ·
Rijningen ·
Huis Rijnsweerd ·
Rijpickerwaard · 
Kasteel Rijsenburg ·
De Roetert ·
Rumelaar ·
Kasteel Ruwiel ·
Royestein ·
Kasteel Sandenburg ·
Kasteel Schalkwijk ·
Kasteel Schonauwen ·
Schurenburg ·
Snaafburg ·
Snellenburg ·
Paleis Soestdijk ·
Steenhuis (Lopik) ·
Kasteel Sterkenburg ·
Stormerdijk ·
Landgoed Stoutenburg ·
Ten Massche ·
Valkenburg (Rhenen) ·
Huis te Velde ·
Kasteel Veldenstein ·
Hofstede te Vliet ·
Huis te Vleuten ·
Huis te Vliet (Lopik) ·
Huis te Vliet (Oudewater) ·
Vogelpoel ·
Huis te Voorn ·
Vredelant ·
Vronestein ·
Vuijlcop ·
Kasteel Walenburg ·
Wayenstein (Amerongen) ·
Kasteel Weerdenburg ·
Weerdesteyn ·
Weerestein ·
Hof ter Weyde ·
Wickenburgh ·
Wijnestein ·
Wiltenburg (Utrecht) ·
Kasteel van Woerden ·
Huis Woudenberg ·
Huis te Woudenberg (I) ·
Huis te Woudenberg (II) ·
Wulven ·
Kasteel Oud-Wulven ·
Wulvenhorst ·
Slot Zeist ·
Kasteel Zuilenburg ·
Zuileveld ·
Slot Zuylen ·
Huis Zuylenstein